# Demjansk
Demjansk è un insediamento di tipo urbano della Russia europea nordoccidentale, situata nella oblast' di Novgorod, circa 100 chilometri a sudovest del capoluogo regionale Velikij Novgorod; appartiene amministrativamente al rajon Demjanskij, del quale è il capoluogo.
Durante la Seconda guerra mondiale, nei primi mesi del 1942, fu teatro della battaglia di Demjansk.